# Okrivje
Okrivje – wieś w Chorwacji, w żupanii primorsko-gorskiej, w mieście Čabar. W 2011 roku liczyła 2 mieszkańców.